# История Северной Америки
История Северной Америки рассказывает о событиях, связанных с населяющими её людьми. В отличие от Африки, Европы и Азии, континент Северная Америка был заселён достаточно поздно — приблизительно 15000 лет назад. Возможно, первопроходцы пересекли Берингов пролив и расселились на обширной территории от юга (ацтеки, майя) до севера (например — инуиты). В связи с естественной изоляцией разрозненные общины создали собственные культуры.
В эпоху Великих географических открытий европейцы узнали об Америке и начали колониальное вторжение как в северной её части, так и в южной. Первопроходцем был Христофор Колумб, положивший начало захвата Нового Света. Континент стал основой пересечения интересов Великобритании, Франции и Испании. Конфликт вокруг ресурсов привёл к ряду войн и, как следствие, революций в борьбе за независимость США и Мексики. В 1867 году была создана Канадская конфедерация и в целом сформирован современный политический облик континента.
В период с XIX по XX века происходила интеграция государств: свободная торговля, военные союзы, переселение жителей Мексики.

## Заселение Америки

Иллюстрация к теории расселения из Африки

Процесс заселения Америки является предметом споров и исследований. Согласно одной из версий, первые люди прибыли в Америку через Берингию между Сибирью и Аляской. На территории США наибольшая концентрация палеоиндейских памятников обнаружена на севере штата Алабама. Из этих памятников наиболее интересными в стратиграфическом плане являются Скальные жилища Стэнфилд-Уорли, где наблюдается последовательность слоёв от позднего литического вплоть до миссисипского периода.

## Северная Америка в доколумбовый период

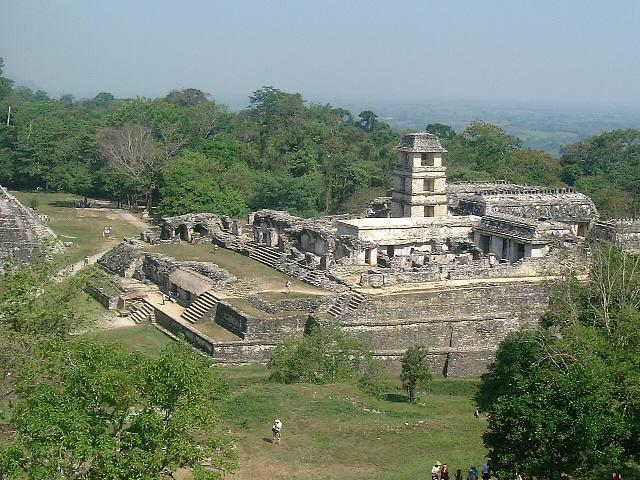
Руины майя в Паленке

### Миссисипский период
До европейцев большинство племен Северной Америки находилось на различных стадиях общинo-родового строя. Можно было встретить и материнский род, и формирование отцовского рода и переход от родовых к классовым обществам.
На полуострове Сьюард в штате Аляска в районе мыса Эспенберг в местечке «Всплывающий кит» (Rising Whale) были обнаружены бронзовые и железные артефакты возрастом 1 тысяча лет, что свидетельствует о контактах жителей Восточной Азии с Америкой (Аляской).

## Колонизация Америки

### Первые исследования
Так как Европу и Америку разделяет Атлантический океан, взаимодействие до развития парусных кораблей было затруднено. Согласно одной из легенд, скандинавский мореплаватель Лейф Эрикссон посетил американское побережье в районе Баффиновой Земли.

### Британская Америка

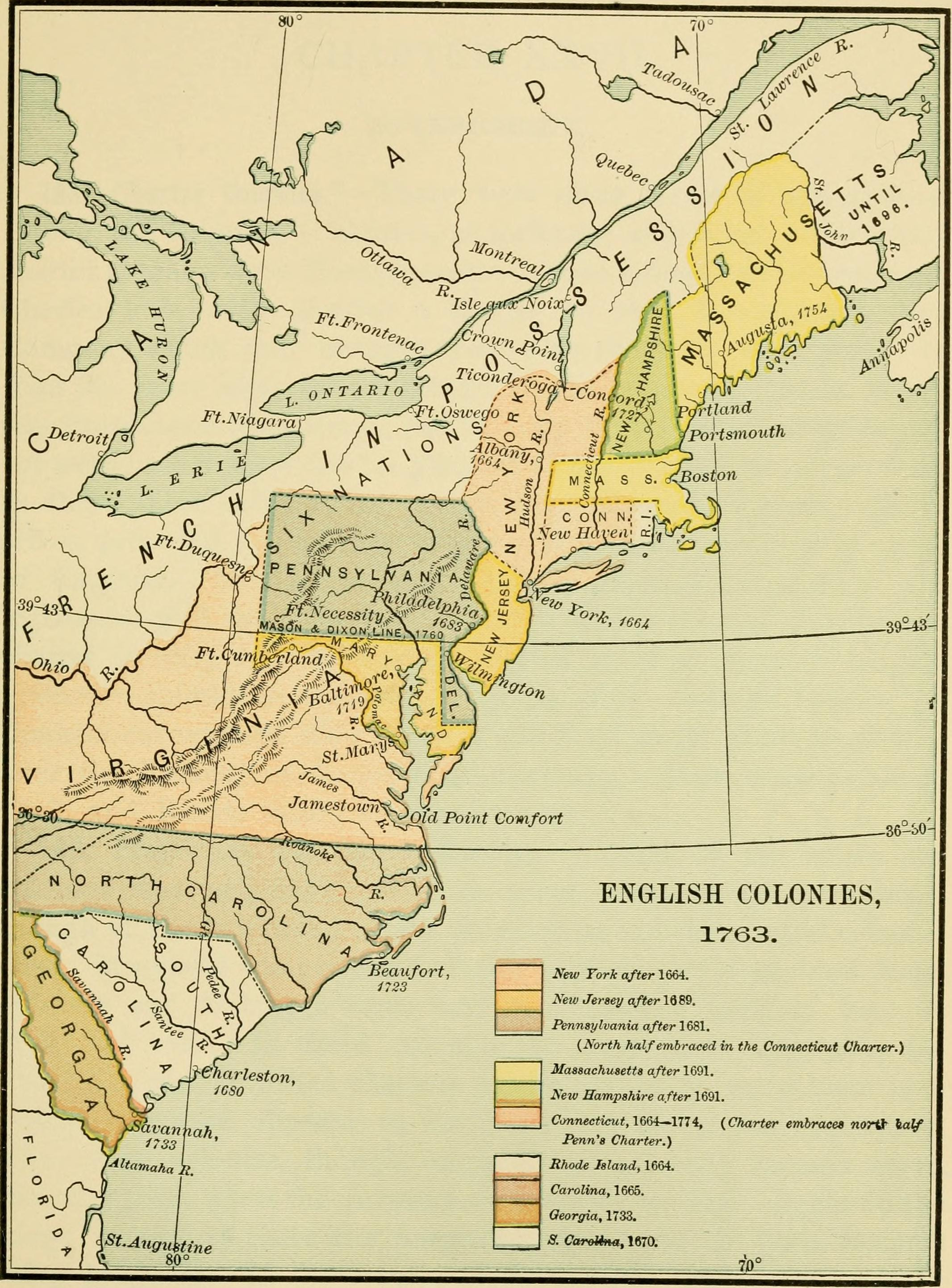
Британские колонии в 1763 году.

## Северная Америка в конце XIX века

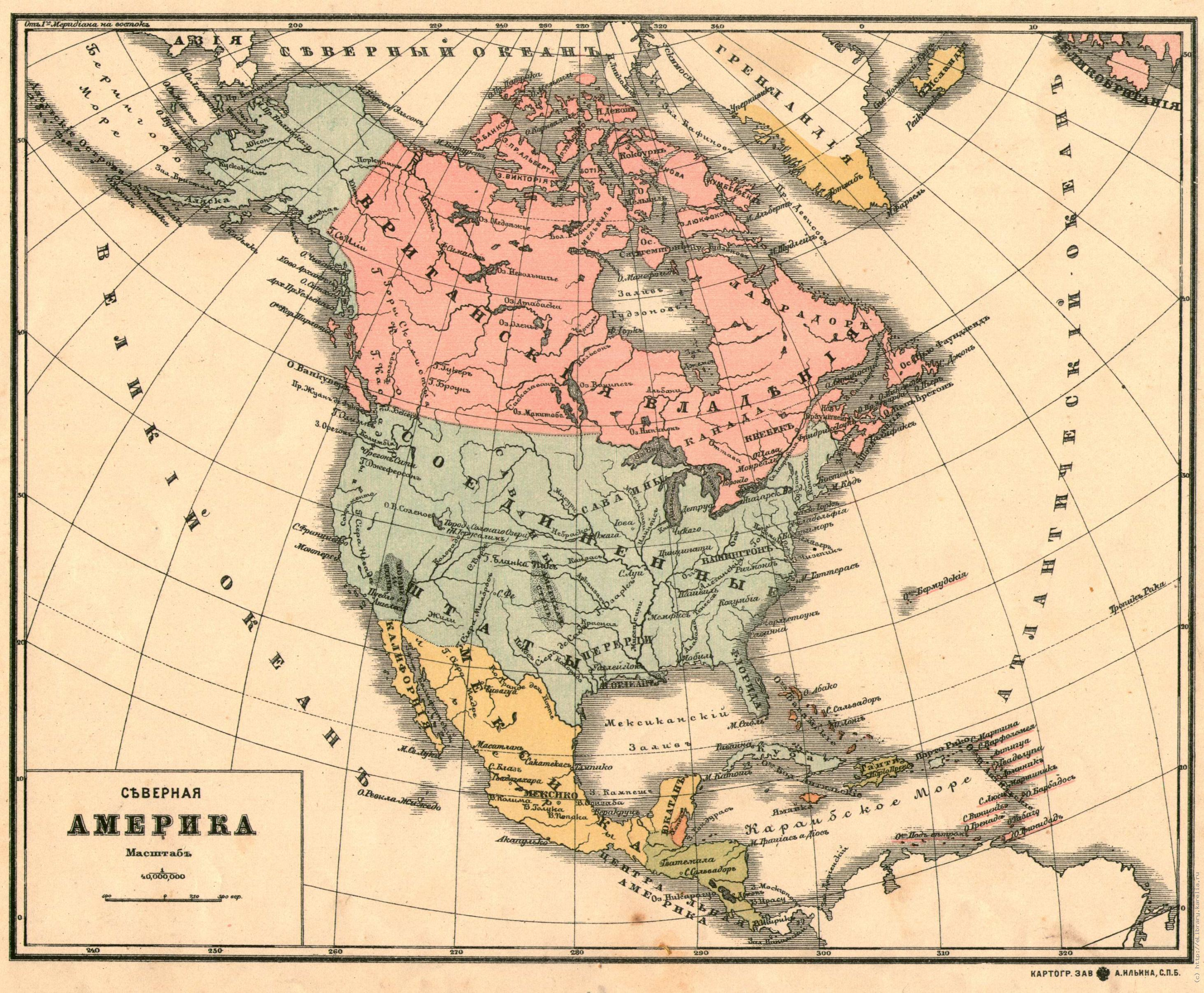
Политическая карта 1898 года